# Жупинас Тарас Олегович
Тарас Олегович Жупинас (9 серпня 1994 — 20 березня 2022) — сержант Збройних сил України, учасник російсько-української війни, що трагічно загинув під час російського вторгнення в Україну.

## Життєпис
Народився 9 серпня 1994 року в с. Білозір'я (Черкаський район, Черкаська область). Дошкільну підготовку отримав в ДНЗ "Червона шапочка" в рідному селі. Закінчивши 11 класів Білозірської ЗОШ I-III ступенів, розпочав навчання в "Черкаський професійний автодорожній ліцей".  
Після закінчення навчання був призваний на військову службу в 72-га окрема механізована бригада імені Чорних Запорожців (72 ОМБр, в/ч А2167, пп В0849. З 1 травня 2014 року по 1 листопада 2017 року брав участь в антитерористичній операції на території Донецької та Луганської областей.
Під час проходження строкової та контрактної служби брав участь в боях за Авдіївську промзону, бої за Савур-могилу. 
Після закінчення контракту, звільнився з лав ЗСУ та розпочав цивільне життя. Склав іспити на вступ в "Білоцеркі́вський націона́льний агра́рний університе́т" на заочну форму навчання. Працював, намагався розпочати свою справу.
З 24 лютого 2022 року став на захист Батьківщини. Брав участь в обороні м. Києва в складі 72 ОМБр.
Під час російсько-української війни: Сержант, командир бойової машини РСЗВ БМ-21 «Град», 1 реактивної артилерійської батареї реактивного артилерійського дивізіону бригадної артилерійської групи 72 ОМБр. 
Загинув під час оборони м. Києва. Поховано у рідному селі.

## Нагороди
- орден «За мужність» III ступеня (2022, посмертно) — за особисту мужність і самовіддані дії, виявлені у захисті державного суверенітету та територіальної цілісності України, вірність військовій присязі[3].
- нагрудний знак «За взірцевість у військовій службі» III ступеня.
- відзнака Президента України «За участь в антитерористичній операції».